# Japanse schilderkunst

Rechterpaneel van Dennenscherm (松林図 屏風; Shōrin-zu byōbu) door Hasegawa Tōhaku (ca. 1595)

De Japanse schilderkunst (絵画: kaiga of 画道: gadō) is een van de oudste vormen van Japanse kunst en beslaat een breed spectrum aan genres en stijlen. Het vertoont zowel invloeden van de inheemse cultuur als die van het buitenland. Met name de Chinese schilderkunst heeft een grote invloed gehad. Vanaf het einde van de 16e eeuw kwam de Japanse kunst onder invloed te staan van het Westen. Dit leidde zowel tot westerse invloeden in de Japanse kunst als vice versa.
Chinese invloeden zijn terug te zien in Japanse boeddhistische schilderingen, inktschilderingen in de literati-stijl, penseeltechnieken en afbeeldingen van planten en dieren, met name vogel- en bloemschilderingen. Op al deze terreinen hebben zich echter duidelijk Japanse tradities ontwikkeld. Het meest kenmerkend voor de Japanse schilderkunst, en later ook voor de ukiyo-e-prentkunst, is de afbeelding van het dagelijks leven. Met name verhalende taferelen zijn vaak zeer gedetailleerd.

## Geschiedenis
De vroegste voorbeelden van Japanse schilderkunst dateren uit de Japanse prehistorie. Op keramiek uit de Jomonperiode en bronzen klokken uit de Yayoiperiode (300 v.Chr.–300 na Chr.) zijn gestileerde figuren en botanische, architectonische en geometrische patronen aangebracht. In grafheuvels uit de Kofun- en Asukaperiode (ca. 300–710) zijn diverse muurschilderingen gevonden met eenvoudige portretten en geometrische patronen.
In de Asukaperiode werden ook veel Chinese invloeden geïntroduceerd, zoals het Chinese schrift (kanji in Japan), bestuurlijke administratieve regelingen en het boeddhisme. Veel Chinese schilderwerken werden uit China geïmporteerd. De Chinese stijl werd door Japanse kunstenaars gekopieerd en verder ontwikkeld.

### Naraperiode (710–794)

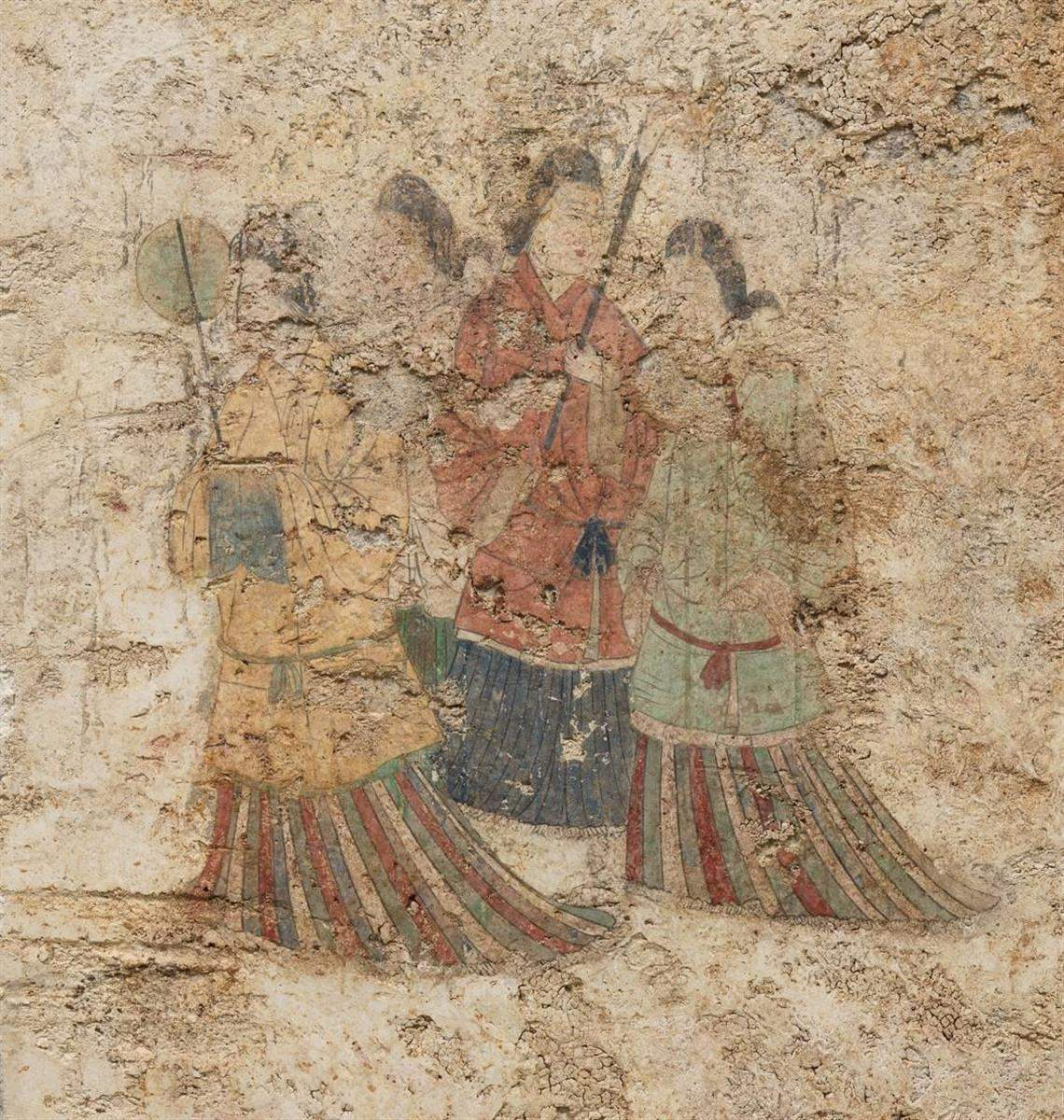
Muurschildering in het Takamatsuzuka-graf, uitgevoerd in de schilderstijl van de Chinese Tang-dynastie

De vestiging van het boeddhisme in de Naraperiode resulteerde in een bloeiperiode van religieuze schilderkunst. De meeste van deze schilderingen werden uitgevoerd door anonieme schilders. Diverse boeddhistische tempels werden opgericht en versierd met muurschilderingen en beschilderde doeken. In deze periode was de beeldhouwkunst prominenter in de Japanse kunst dan de schilderkunst.
De muurschilderingen in de tempel Horyu-ji in Ikaruga behoren tot de vroegste bewaard gebleven schilderingen van deze periode. Deze schilderingen beelden Jataka-verhalen af uit het leven van de historische Boeddha en iconische afbeeldingen van boeddhas, bodhisattvas en mindere godheden. De stijl komt overeen met de Chinese schilderkunst uit de Periode van de Zestien Koninkrijken (316–439). In het midden van de Naraperiode was de kunststijl van de Tang-dynastie (618–907) populair. Deze werd verder doorontwikkeld in de Kara-e-stijl, die tot in de vroege Heianperiode een prominente plaats in de schilderkunst had.

### Heian- en Kamakuraperiodes (794–1333)
In de 8e en 9e eeuw ontwikkelden zich twee stromingen binnen het Japans boeddhisme, namelijk Shingon en Tendai. Zij hadden een grote invloed op de schilderkunst van de Heianperiode (794–1185). Kenmerkend zijn de mandala's en andere religieuze motieven op hangende rollen en muurschilderingen in de boeddhistische tempels. 
Met de opkomst van het Zuiver Land-boeddhisme in de 10e eeuw werden nieuwe  religieuze motieven ontwikkeld, zoals afbeeldingen van Amitabha. Een bekend voorbeeld is een muurschildering dat in 1053 werd aangebracht in de Byodo-in in Uji. Het landschapswerk toont de zacht glooiende heuvels die zo kenmerkend zijn voor het westen van Japan. Het wordt dan ook beschouwd als een vroeg voorbeeld van Yamato-e (大和絵); oftewel 'Japanse schilderstijl'. De stijl van de muurschildering komt echter sterk overeen met de blauwgroene landschapsstijl uit de Chinese Tang.

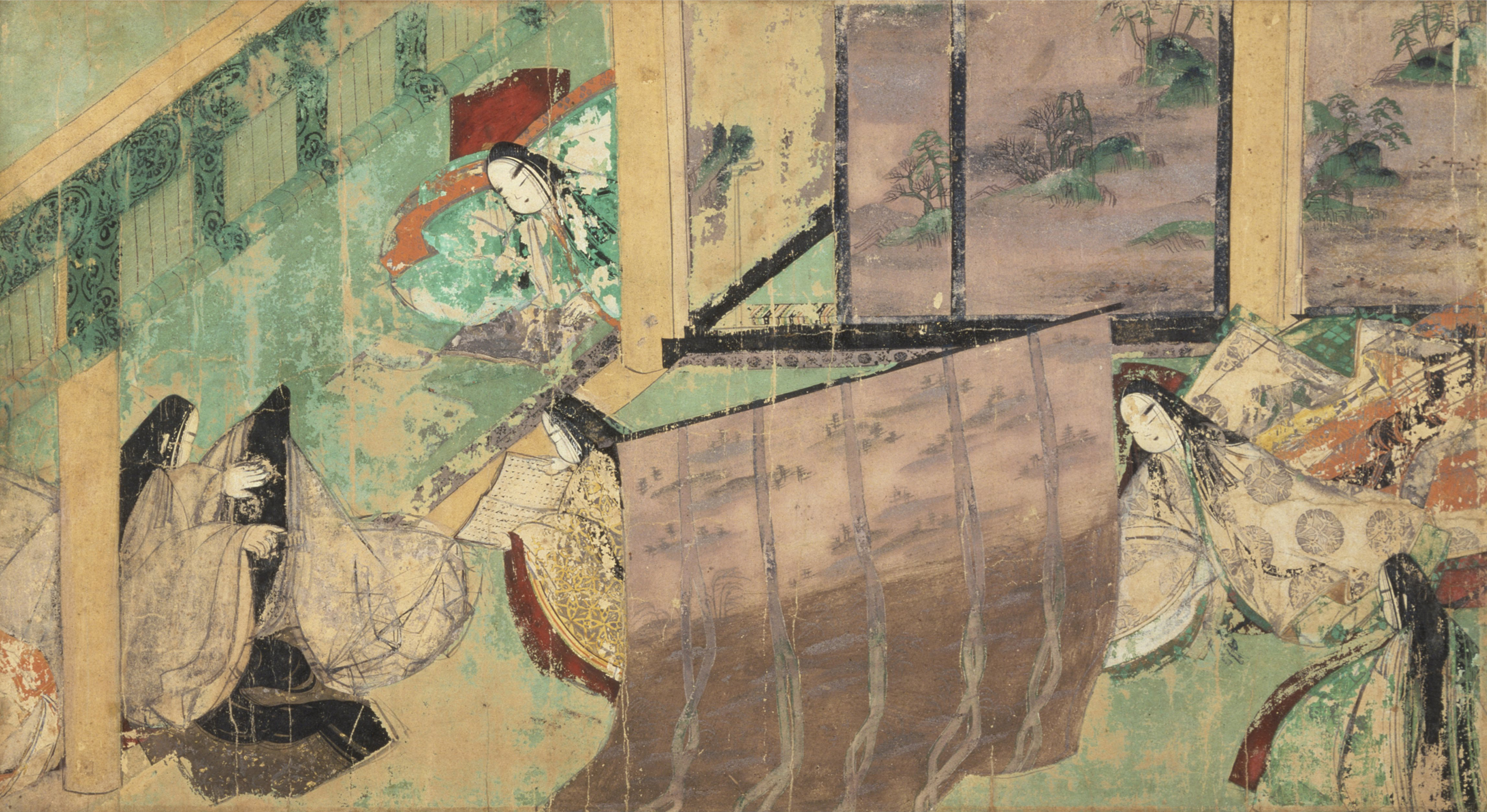
Tafereel uit Het verhaal van Genji (detail emakimono-handrol)

Het midden van de Heianperiode was een bloeiperiode van de Yamato-e-stijl. Aanvankelijk koos men voornamelijk schuifpanelen ('fusuma') en kamerscherm en ('byōbu') als medium, maar later kwamen ook rollen in allerlei formaten in zwang. De emakimono (絵巻物), kortweg emaki, is een lange geïllustreerde handrol die veel werd gebruikt voor verhalende schilderingen. De Kamakuraperiode (1185–1333) werd gedomineerd door de beeldhouwkunst, maar ook in deze periode floreerde de emakimono-kunst.

### Muromachiperiode (1333–1573)
In de 14e eeuw werd de vogel- en bloemschilderkunst vanuit China in Japan geïntroduceerd. Hier werd het kachō-ga (花鳥画) of kachō-e (花鳥絵) genoemd. Rond deze periode werden grote zen-kloosters gebouwd in Kamakura en Kioto. De Japanse schilderkunst kwam zo onder invloed van de Chinese chàn-schilderkunst, die werd gedomineerd door sobere monochrome schilderingen in gewassen inkt. Het Japanse equivalent, suibokuga of sumi-e genoemd, verving grotendeels de kleurrijke handrollen van de Heian- en Kamakuraperiodes. Wel bleven polychrome portretten in zwang, met name chinso-schilderingen van zen-monniken. Ook deze werken werden uitgevoerd met snelle penseelstreken en weinig detail.

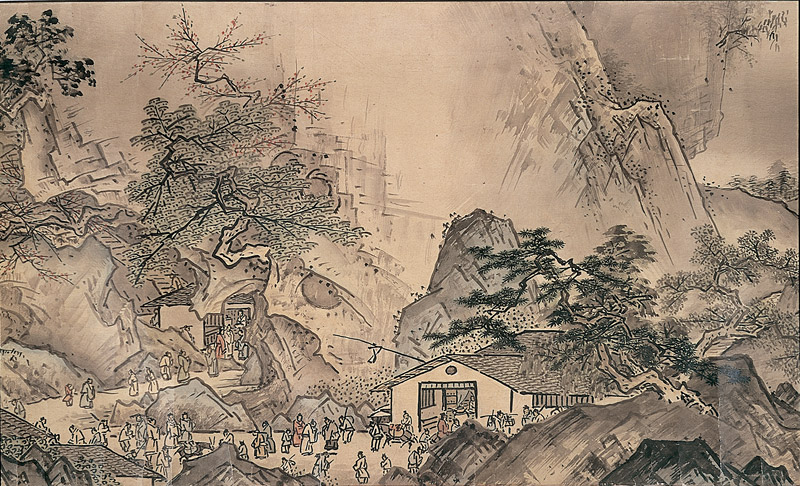
Landschappen van de vier seizoenen (1486) door Sesshū Tōyō

Aan het eind van de 14e eeuw kreeg de heersende Ashikaga-familie veel belangstelling voor de Chinese shan shui-landschapskunst. Zen-monniken als Tenshō Shūbun (1414–1463) en Sesshū Tōyō (1420–1506) hadden veel belangstelling voor landschapswerken uit de Ma-Xia-school. Zij borduurden voort op deze werken en ontwikkelden zo een Japanse landschapsstijl, sansuiga genoemd. Een apart genre was shigajiku, waarin landschappen op een handrol werden gecombineerd met een gekalligrafeerd gedicht.
In de late Muromachiperiode domineerde suibokuga niet alleen de kloosterkunst, maar ook de Japanse schilderkunst in zijn algemeen. Kunstenaars van de Ami- en Kanō-school verwierven een reputatie met decoratieve inktschilderingen van machtigde dieren of andere onderwerpen. Zij gebruikten mist, wolken en water om diepte te suggereren, een typisch kenmerk van de Chinese schilderkunst.

### Azuchi–Momoyamaperiode (1573–1615)

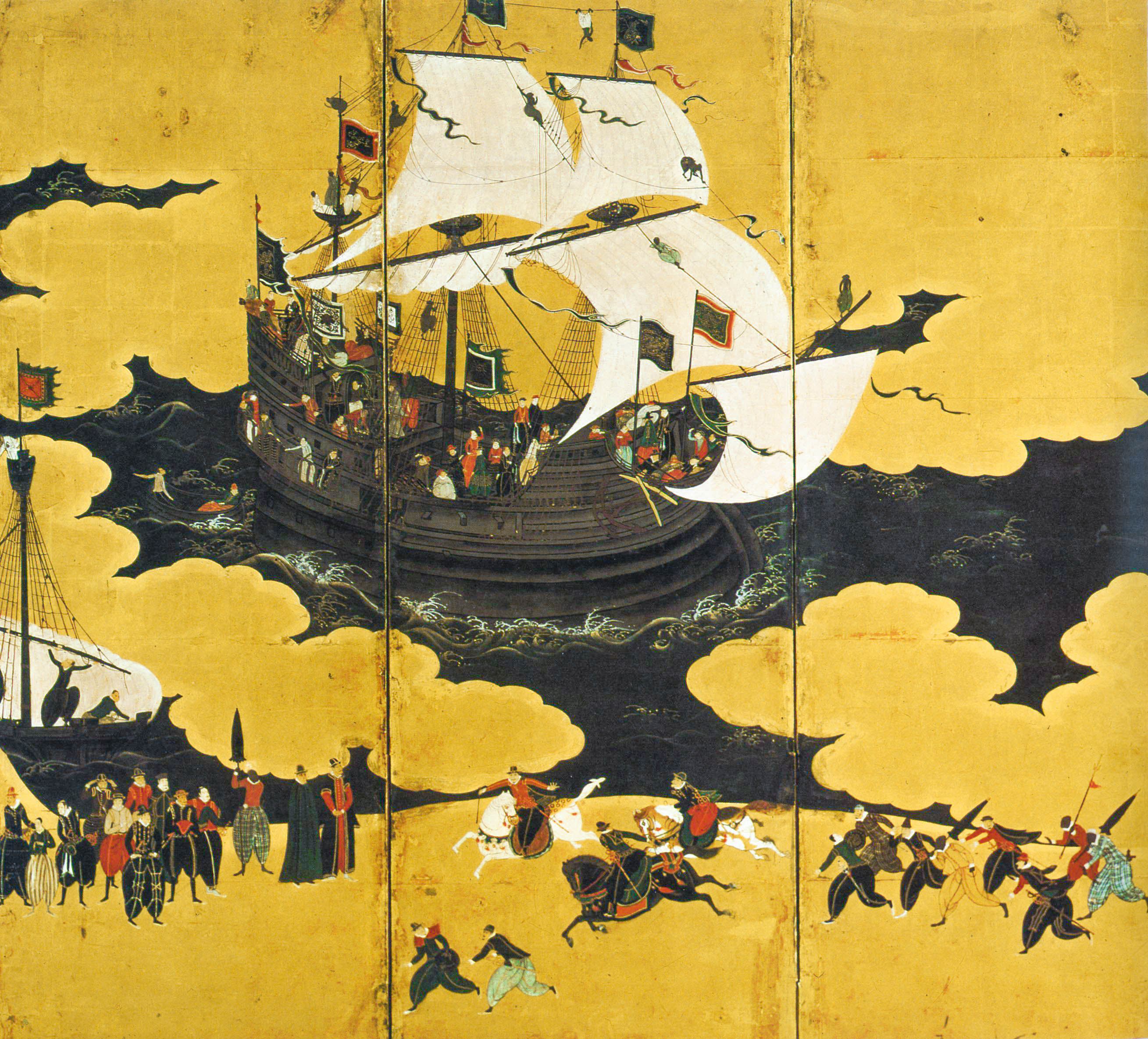
Detail byōbu-scherm met een afbeelding van de aankomst van een westers schip, toegeschreven aan Kanō Naizen (1570–1616)

De schilderkunst van de Azuchi-Momoyamaperiode stond in scherp contrast met de Muromachiperiode. Uitbundig gekleurde schilderijen werden op groot formaat uitgevoerd, met veel gebruik van goud en zilver. De Kanō-school stond onder het patronaat van belangrijke Japanners als Oda Nobunaga, Toyotomi Hideyoshi en Tokugawa Ieyasu. Hierdoor kreeg de school een dominante positie in de schilderkunst. Kanō Eitoku (1543–1590) maakte naam met zijn monumentale landschappen op fusuma-panelen, die de kastelen en paleizen van de militaire adel sierden.
Kunstenaars die niet tot de Kanō-school maakten hun eigen ontwikkeling door en combineerden Chinese thema's met Japanse technieken en stijlen. De Tosa-school was een belangrijke stroming in de yamato-e-traditie. De school was met name bekend voor kleinschalige afbeeldingen van literaire klassieken in boek- of emakimono-formaat.

### Edoperiode (1603–1868)

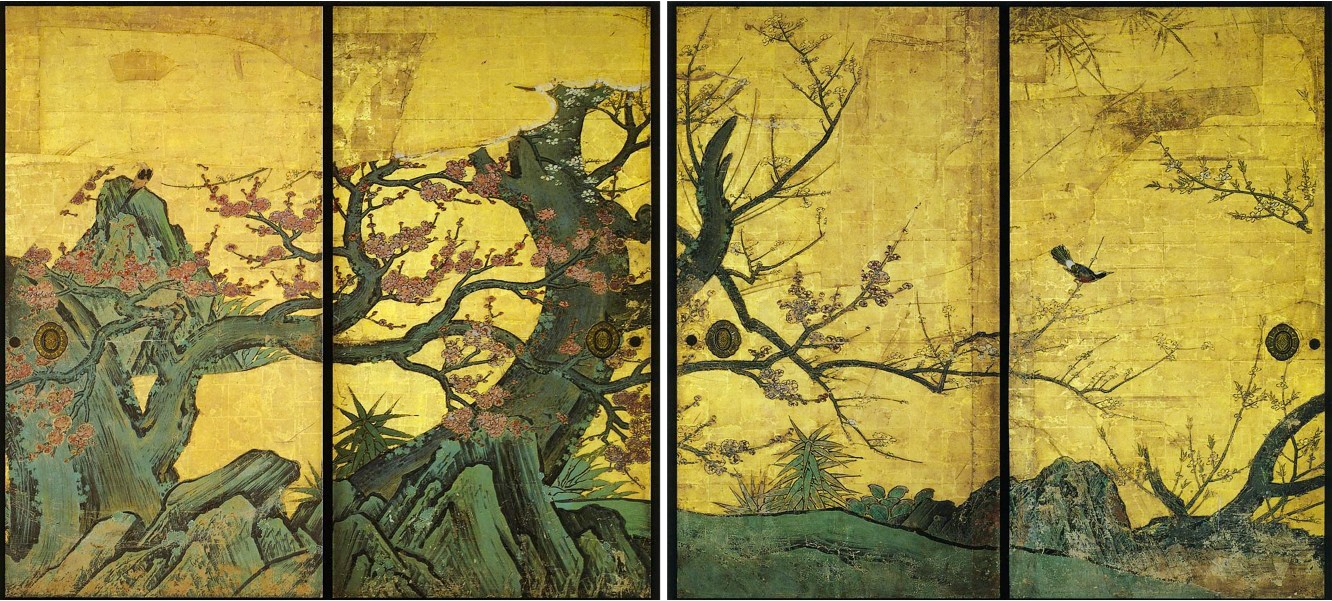
Schildering van een Japanse abrikoos op een set glijdeuren door Kanō Sanraku, vroeg 17e eeuw

Veel kunsthistorici beschouwen de Edoperiode als een voortzetting van de Azuchi-Momoyamaperiode. De Kanō-school was zeer geliefd bij het Tokugawa-shogunaat en werd gesanctioneerd tot de officiële kunststijl aan de hoven van de shogun, Daimyos en de keizer. Ook veel andere scholen bleven populair in de Edoperiode. Desondanks waren er ook nieuwe ontwikkelingen. Toen de macht van de samoerai afnam, kwam er steeds meer belangstelling voor de verfijnde vogel- en bloemschilderstijl. Rijke handelslieden verlangden lieflijke kachō-ga-werken in een uitgebalanceerde compositie.
Een belangrijk nieuw genre in de Edoperiode was de Namban-kunst. Deze werd ontwikkeld rond de haven van Nagasaki, de enige haven die open stond voor buitenlanders tijdens de regering van het Tokugawa-shogunaat. Namban-schilderijen kenmerken zich door de afbeeldingen van exotische buitenlanders in Chinese en Europese kunststijlen. Belangrijke stromingen van dit genre waren de Nagasaki- en Maruyama-Shijo-school.

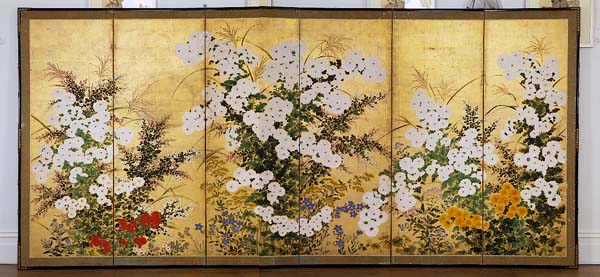
Lentelandschap door een onbekende vertegenwoordiger van de Rinpa-school (18e eeuw)

Een andere opvallende nieuwe stroming was de Rinpa-school, die vroeg in de Edoperiode tot ontwikkeling kwam. Kunstenaars van deze school gebruikten klassieke thema's, maar voerde deze uit in gedurfde, rijk versierde schilderingen. Een prominente vertegenwoordiger was Tawaraya Sōtatsu (?–1643), die thema's uit de klassieke literatuur uitbeeldde in felgekleurde portretten, dieren en planten tegen een achtergrond van bladgoud. Een eeuw later werd deze stijl doorontwikkeld door Ogata Kōrin (1658–1716).
Een derde belangrijke ontwikkeling in de Edoperiode was de opkomst van het Bunjinga-genre, het equivalent van de Chinese Zuidelijke School. De eerste Bunjinga-kunstenaars imiteerden de literati-schilderkunst van de Yuan-dynastie. Later werd deze stijl vermengd met de Japanse scholen en werden de schilderingen kleurrijker.
Het Tokugawa-shogunaat voerde een streng beleid waarin een groot onderscheid werd gemaakt tussen de hogere en lagere klassen van Japan. Hierdoor waren de populaire kunststromingen niet weggelegd voor het gewone volk. Deze ontwikkelde een eigen kunstvorm, fūzokuga (風俗画) genoemd, waarin taferelen uit het dagelijkse leven werden afgebeeld. Vooral onderwerpen als landschappen, prostituees en het kabuki-theater waren populair. Deze schilderingen vormden de basis voor de ukiyo-e-prentkunst, die later in de Edoperiode werd ontwikkeld.

### Japans Keizerrijk (1868–1945)

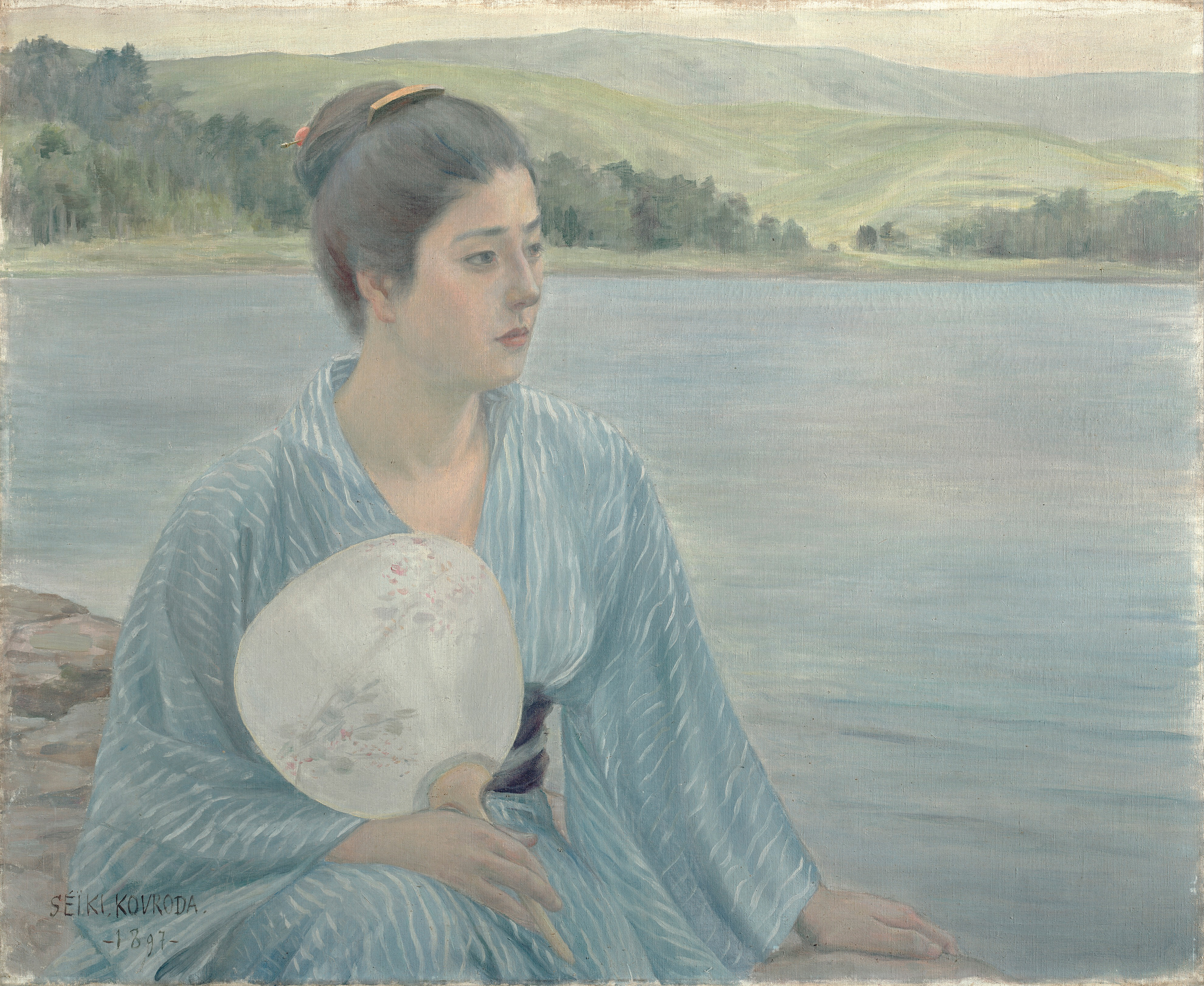
Meeroever door Kuroda Seiki (1897)

Tijdens de Meijiperiode (1868–1912) wilde de regering één coherent Japan scheppen. De regering promootte de westerse schilderkunst (yōga) en huurde buitenlandse kunstenaars in om op Japanse academies te onderwijzen. Het enthousiasme duurde echter kort bij de meeste kunstenaars. Er kwam een herwaardering voor de traditionele Japanse stijlen. Traditionele schilderijen die in deze periode werden vervaardigd werden nihonga genoemd en vormden een grote tegenstelling met yōga. In de jaren 1880 werd de westerse kunst geweerd op tentoonstellingen en bekritiseerd door gerenommeerde kunstcritici. Desondanks werden veel westerse technieken in nihonga geïntegreerd, zoals lijnperspectief en schaduw. Ook werd de stijl zichtbaar beïnvloed door de schilderstijl van de Europese prerafaëlieten en romantici. In 1907 werd de Japanse Kunstacademie opgericht. Vanaf dit moment kwam er een toenadering tussen de yōga- en nihonga-kunstenaars en raakten de stromingen wederzijds beïnvloed.
Tijdens de Taishoperiode (1912–1926) domineerden yōga-werken de Japanse schilderkunst. Kunstenaars die studiereizen in Europa hadden gemaakt introduceerden technieken uit het impressionisme en postimpressionisme.
Nihonga kende een heropleving tijdens het begin van de Showaperiode (1926–1989). De yamato-e-traditie had een grote invloed, maar westerse invloeden deden steeds meer de grenzen tussen nihonga and yōga vervagen. Dominante kunstschilders in deze periode waren Sōtarō Yasui (1881–1955) en Ryūzaburō Umehara (1888–1986). Zij introduceerden de abstracte kunst in de nihonga-stijl. Tsuguharu Foujita (1886–1968) op zijn beurt combineerde het surrealisme met de traditionele stijlen. Terwijl Yuki Ogura, één van de weinige vrouwen in de toen door mannen gedomineerde kunstwereld, bekend stond om haar bijinga (Beautiful Woman Painting). Tijdens de Tweede Wereldoorlog stond de Japanse kunst] onder streng censuur van de regering. Alleen patriottische thema's waren nog toegestaan. Veel kunstenaars werden gerekruteerd om propagandistische kunstwerken te maken.

### Naoorlogse periode (vanaf 1945)
Na de Tweede Wereldoorlog waren kunstwerken uit de Edoperiode en de periode van het Japans Keizerrijk populair bij de rijke klassen. Kunstschilders en drukkers trokken naar Tokio en andere grote steden en kwamen hier in aanraking met neon-kleuren, het hectisch stadsleven en moderne schilderwerken uit Europa en de Verenigde Staten. Veel van de oude scholen bleven na de oorlog standhouden, waaronder de Kanō-school. De nihonga-kunstenaars vermengden traditionele stijlen met moderne technieken. Sommigen gebruikten als vanouds inkt en pigmenten, terwijl anderen zich toelegden op het schilderen in acrylverf.